# Metro Detroit
Vùng đô thị Detroit, thường được gọi là Metro Detroit, là vùng đô thị nằm trong khu vực Đông Nam Michigan Hoa Kỳ tập trung vào các thành phố Detroit mà chia sẻ một biên giới quốc tế với Windsor, Ontario của Canada. Vùng đô thị Detroit là khu vực đô thị lớn thứ hai khu vực đô thị kết nối hệ thống Ngũ Đại Hồ. Là một khu vực đô thị lớn, nó được biết đến với các ngành ô tô, nghệ thuật, giải trí, và âm nhạc phổ biến và các di sản thể thao. Khu vực này bao gồm một loạt các cảnh quan thiên nhiên, công viên, và những bãi biển với bờ biển vui chơi giải trí kết nối Ngũ Đại Hồ.
Metro Detroit là cốt lõi của Khu vực thống kê đô thị, được xếp vào hàng đông dân thứ 9 của Hoa Kỳ, với dân số 3.903.377 người theo cuộc điều tra dân số 2000, và diện tích 1.261,4 dặm vuông (3.267  km²). Khu vực đô thị hoá bao gồm các bộ phận của các quận Wayne, Oakland, và Macomb. Những quận này đôi khi được gọi chính thức là Khu vực Detroit Ba-quận, và đã có dân số 3.863.888 người theo cuộc điều tra dân số 2010 với diện tích 1.967,1 dặm vuông (5.095  km²).
Văn phòng Hoa Kỳ Quản lý và Ngân sách xác định khu vực thống kê đô thị (MSA) Detroit-Warren-Livonia gồm sáu quận của Lapeer, Livingston, Macomb, Oakland, St Clair, và Wayne. Của cuộc điều tra dân số 2010, MSA có dân số 4.296.250 người. MSA bao gồm diện tích 3.913 dặm vuông (10.130  km²).
Các khu vực chín quận được chỉ định bởi Cục Điều tra Dân số Hoa Kỳ là Khu vực thống kê kết hợp (CSA) Detroit-Ann Arbor-Flint bao gồm ba quận của Genesee, Monroe, và Washtenaw, khu vực đô thị của Flint, Ann Arbor, và Monroe, cộng với MSA Detroit-Warren-Livonia. Nó có dân số 5.218.852 người theo cuộc điều tra dân số 2010. CSA này bao gồm một diện tích 5.814 dặm vuông (15.060  km²). Quận Lenawee đã được gỡ bỏ từ CSA Detroit vào năm 2000.
Với các thành phố lân cận Windsor, Ontario và các vùng ngoại ô của nó, Detroit-Windsor kết hợp khu vực có dân số khoảng 5,7 triệu người. Nếu tính các vùng đô thị Toledo gần đó vào nữa thì khu vực tạo thành một dân số lớn hơn nhiều trung tâm. Ước tính khoảng 46 triệu người sống trong phạm vi bán kính 300 dặm (480 km) của trung tâm Detroit. Metro Detroit là trung tâm của Megalopolis Great Lakes (Siêu đô thị Ngũ Đại Hồ).